# Casa Candiani
Casa Candiani, spesso Case Candiani per via del fatto che lo stabile occupa tre numeri civici, è un palazzo ottocentesco di Milano in stile eclettico. Storicamente appartenuto al sestiere di Porta Vercellina, il palazzo è situato in via Bandello n. 14-20.

## Storia e descrizione
Il palazzo sorse nel tardo ottocento per opera dell'architetto Luigi Broggi, che si ispirò alle "cucine economiche" da lui stesso progettate nel 1882. Lo stabile è diviso in tre parti: alla parte padronale al numero 20 si associa l'ingresso principale ad angolo, dove il portale è sormontato da un balcone che si estende lungo tutto il perimetro della casa, il tutto decorato in cotto con tanto di lesene, finestre bifore, fregi e grottesche. Sono proprio i ricchissimi dettagli della decorazione in cotto, come i capitelli delle lesene o le decorazioni delle cornici delle finestre bifore a rendere caratteristica la palazzina. L'abbondante utilizzo di decorazioni in cotto si spiega con l'attività della famiglia Candiani, che da generazioni produceva quei manufatti in fornaci di loro proprietà.
All'interno è possibile trovare il giardino, dov'è presente un tempietto in stile neo-egizio ispirato all'Aida di Giuseppe Verdi.